# Фідон

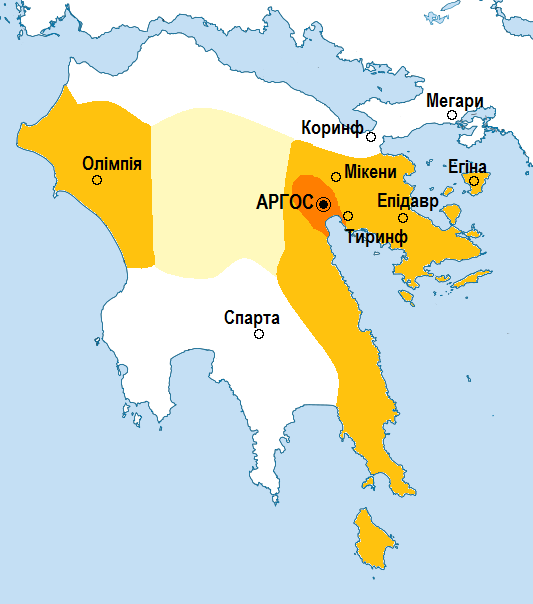
Території, підконтрольні Фідону наприкінці його правління

Фідон (дав.-гр. Φειδων) — цар Аргоса першої половини VII ст. до н. е.
Вважав себе десятим нащадком легендарного царя Темена, що встановив владу дорійців над Арголідою, і водночас спадкоємцем володарів ахейської доби, намагався відновити державу Агамемнона в тому вигляді, як вона виглядала в «Іліаді». Першим в Греції запровадив у своєму війську зімкнений порядок важкоозброєних піхотинців — фалангу.
Приєднав до свої володінь Мікени, Тиринф, Епідавр, Егіну, намагався встановити контроль на Коринфом. У 669 р. до н. е. біля Гісій вщент розбив спартанське військо, що намагалося відібрати в нього Фіреатиду (власне, цю битву вважають першою, в якій була застосована фаланга). Відвоював усе східне узбережжя Лаконії до миса Малея, приєднав Кіферу, повністю відрізавши Спарту від Егейського моря. Увів військо до Еліди, перебравши на себе керівництво Олімпійськими іграми — посилаючись на те, що був нащадком Геракла. Відібрав деякі землі в Коринфа, а в самому місті підтримував опозицію режиму Бакхіадів.
У створеній таким чином державі запровадив єдину систему мір — «фідонові міри», за основу яких узяв вавилонські стандарти. Одиницею ваги, зокрема, став обол. Першим у балканський Греції почав карбувати монету (із срібла).
Політика Фідона викликала неводоволення аргоської знаті, і врешті-решт цар був вбитий гетайром із власного оточення.